# Ганнібал (фільм, 2001)
«Ганнібал» (англ. Hannibal) — американський кримінальний кінотрилер режисера і продюсера Рідлі Скотта, що вийшов 2001 року. У головних ролях Ентоні Гопкінс, Джуліанн Мур, Ґері Олдмен, Рей Ліотта. Стрічку створено на основі однойменного роману Томаса Гарріса.
Вперше фільм продемонстрували 9 лютого 2001 року у США та інших країнах.

## Сюжет
Спеціальний агент ФБР Кларіс Старлінг отримує листа від Ганнібала Лектера, який працює куратором музею в Італії. Десять років нічого не було про нього чути, а тепер він хоче відновити їхню з Кларіс інтелектуальну гру. Дізнавшись, де Ганнібал знаходиться, вона зв'язується з начальником місцевої поліції Рінальдо Пацці, щоб той пильнував за Лектером. Проте Пацці, будучи підкупленим Мейсоном Верджером, жертвою Ганнібала Лектера, видає інформацію про місце перебування його кривдника.

## Творці фільму

### Знімальна група
- Кінорежисер — Рідлі Скотт,
- Сценаристи — Девід Мамет і Стівен Заіллян,
- Кінопродюсери — Рідлі Скотт, Діно Де Лаурентіс, Марта Де Лаурентіс,
- Виконавчий продюсер — Бранко Люстіґ.
- Композитор: Ганс Ціммер,
- Кінооператор — Джон Метісон,
- Кіномонтаж: П'єтро Скалія.
- Підбір акторів — Луї Ді Джіаімо,
- Художник-постановник: Норріс Спенсер,
- Артдиректор: Девід Кренк,
- Художник по костюмах — Джанті Єйтс[6].

### У ролях
| Актор              | Роль                                                   |
| ------------------ | ------------------------------------------------------ |
| Ентоні Гопкінс     | Ганнібал Лектер, геніальний серійний вбивця            |
| Джуліанн Мур       | Кларіс Старлінг, спеціальний агент ФБР                 |
| Ґері Олдмен        | Мейсон Верджер, мільйонер, сексуальний маніяк          |
| Рей Ліотта         | Пол Крендлер, чиновник Міністерства юстиції США        |
| Френкі Фейсон      | Барні Метьюз                                           |
| Джанкарло Джанніні | Рінальдо Пацці, головний інспектор поліції у Флоренції |
| Франческа Нері     | Аллегра Пацці                                          |

## Сприйняття

### Оцінки
Фільм отримав змішані відгуки: Rotten Tomatoes дав оцінку 39% на основі 164 відгуків від критиків (середня оцінка 5,1/10) і 62% від глядачів зі середньою оцінкою 3,4/5 (402 279 голосів). Загалом на сайті фільми має змішаний рейтинг, фільму зарахований «гнилий помідор» від кінокритиків, проте «попкорн» від глядачів, Internet Movie Database — 6,7/10 (199 389 голосів), Metacritic — 57/100 (36 відгуків критиків) і 7,3/10 від глядачів (187 голосів). Загалом на цьому ресурсі від критиків фільм отримав змішані відгуки, а від глядачів — позитивні.

### Касові збори
Під час показу у США, що розпочався 9 лютого 2001 року, протягом першого тижня фільм показали у 3 230 кінотеатрах і він зібрав 58 003 121 $, що на той час дозволило йому зайняти 1 місце серед усіх прем'єр. Показ фільму тривав 16 серпня 2001 року і за цей час зібрав у прокаті у США 165 092 268 доларів США (за іншими даними 165 091 986 $), а у решті світу 186 600 000 $ (за іншими даними 185 008 014 $), тобто загалом 351 692 268 доларів США (за іншими даними 350 100 000 $) при бюджеті 87 млн доларів США.

### Нагороди і номінації
Стрічка отримала 21 номінацію, з яких перемогла у 7-ми.
| Нагороди і номінації фільму «Ганнібал» | Нагороди і номінації фільму «Ганнібал»                 | Нагороди і номінації фільму «Ганнібал» | Нагороди і номінації фільму «Ганнібал» | Нагороди і номінації фільму «Ганнібал» |
| Рік                                    | Нагорода                                               | Категорія                              | Номінант                               | Результат                              |
| -------------------------------------- | ------------------------------------------------------ | -------------------------------------- | -------------------------------------- | -------------------------------------- |
| 2002                                   | Академія наукової фантастики, фентезі та фільмів жахів | Найкращий макіяж                       | Ґреґ Кенном і Веслі Воффорд            | Перемога                               |
| 2002                                   | Академія наукової фантастики, фентезі та фільмів жахів | Найкращий фільм жахіть                 | стрічка                                | Номінація                              |
| 2002                                   | Академія наукової фантастики, фентезі та фільмів жахів | Найкращий актор                        | Ентоні Гопкінс                         | Номінація                              |
| 2002                                   | Академія наукової фантастики, фентезі та фільмів жахів | Найкраща акторка                       | Джуліанн Мур                           | Номінація                              |

### Виноски
1. 1 2  Hannibal: Release Info (англ.). Internet Movie Database. Архів оригіналу за 23 березня 2015. Процитовано 29 листопада 2015.
2. 1 2 3 4 5 6  Hannibal (англ.). Box Office Mojo. Архів оригіналу за 9 грудня 2015. Процитовано 29 листопада 2015.
3. 1 2 3 4 5 6  Hannibal (2001) (англ.). The Numbers. Архів оригіналу за 29 жовтня 2015. Процитовано 29 листопада 2015.
4. 1 2  Hannibal (англ.). Internet Movie Database. Архів оригіналу за 8 грудня 2015. Процитовано 29 листопада 2015.
5. ↑  Hannibal (2001) (англ.). Allmovie. Архів оригіналу за 23 червня 2013. Процитовано 29 листопада 2015.
6. 1 2  Hannibal: Full Cast & Crew (англ.). Internet Movie Database. Архів оригіналу за 18 квітня 2016. Процитовано 29 листопада 2015.
7. ↑  Hannibal (англ.). Rotten Tomatoes. Архів оригіналу за 25 квітня 2013. Процитовано 29 листопада 2015.
8. ↑  Hannibal (англ.). Metacritic. Архів оригіналу за 2 травня 2014. Процитовано 29 листопада 2015.
9. ↑  Hannibal: Awards (англ.). Internet Movie Database. Архів оригіналу за 5 березня 2016. Процитовано 29 листопада 2015.